# Championnats de Suisse de cyclisme sur piste
Les championnats de Suisse de cyclisme sur piste sont les championnats nationaux de cyclisme sur piste de Suisse, organisés par Swiss Cycling.

## Palmarès

### Hommes

#### Kilomètre
| Année | Vainqueur            | Deuxième             | Troisième             |
| ----- | -------------------- | -------------------- | --------------------- |
| 1970  | Martin Steger        | Xaver Kurmann        | Werner Kraus          |
| 1971  | Werner Kraus         | Christian Brunner    | René Savary           |
| 1972  | Martin Steger        | Henry-Daniel Reymond | Christian Brunner     |
| 1973  | Henry-Daniel Reymond | Xaver Kurmann        | Christian Brunner     |
| 1974  | Henry-Daniel Reymond | Christian Brunner    | Hansjörg Minder       |
| 1975  | Henry-Daniel Reymond | Hans Ledermann       | Fritz Joost           |
| 1976  | Walter Bäni          | Hans Ledermann       | Fritz Joost           |
| 1977  | Hans Ledermann       | Hans Känel           | Fritz Joost           |
| 1978  | Hans Känel           | Robert Dill-Bundi    | Urs Freuler           |
| 1979  | Heinz Isler          | Hans Ledermann       | Robert Dill-Bundi     |
| 1980  | Heinz Isler          | Urs Freuler          | Hans Ledermann        |
| 1981  | Urs Freuler          | Robert Dill-Bundi    | Hans Känel            |
| 1982  | Robert Dill-Bundi    | Heinz Isler          | Hans Ledermann        |
| 1983  | Urs Freuler          | Robert Dill-Bundi    | Heinz Isler           |
| 1984  | Hans Ledermann       | Heinz Isler          | Andreas Hiestand      |
| 1985  | Hans Ledermann       | Heinz Isler          | Urs Freuler           |
| 1986  | Urs Freuler          | Rocco Travella       | Hans Ledermann        |
| 1987  | Urs Freuler          | Rocco Travella       | Thomas Mrawek         |
| 1988  | Rocco Travella       | Bruno Risi           | Thomas Mrawek         |
| 1989  | Rocco Travella       | Rolf Furrer          | Thomas Mrawek         |
| 1990  | Rocco Travella       | Bruno Risi           | Rolf Furrer           |
| 1991  | Rocco Travella       | Roger Furrer         | Rolf Furrer           |
| 1992  | Rocco Travella       | Roger Furrer         | Viktor Kunz           |
| 1993  | Viktor Kunz          | Roger Furrer         | Christian Sidler      |
| 1994  | Roger Furrer         | Patrik Merk          | Andreas Aeschbach     |
| 1995  | Roger Furrer         | Patrik Merk          | Christian Sidler      |
| 1996  | Roger Furrer         | Christian Sidler     | Patrik Merk           |
| 1997  | Roger Furrer         | Patrik Merk          | Claudio Treig         |
| 1998  | Patrik Merk          | Roger Furrer         | Claudio Treig         |
| 1999  | Franco Marvulli      | Patrik Merk          | Markus Kammermann     |
| 2000  | Patrik Merk          | Martial Heer         | Michael Lato          |
| 2001  | Michael Lato         | Martial Heer         | Patrik Merk           |
| 2002  | Franco Marvulli      | Martial Heer         | Patrik Merk           |
| 2003  | Patrik Merk          | Franco Marvulli      | Cédric Stoller        |
| 2004  | Patrik Merk          | Franco Marvulli      | Cédric Stoller        |
| 2005  | Patrik Merk          | Cédric Stoller       | Franco Marvulli       |
| 2006  | Patrik Merk          | Cédric Stoller       | Alessandro Dill-Bundi |
| 2007  | Patrik Merk          | Cédric Stoller       | Franco Marvulli       |
| 2008  | Patrik Merk          | Dominique Stark      | Kilian Moser          |
| 2009  | Patrik Merk          | Silvan Dillier       | Fabian Keiser         |
| 2010  | Dominique Stark      | Franco Marvulli      | Patrik Merk           |
| 2011  | Dominique Stark      | Franco Marvulli      | Olivier Beer          |
| 2012  | Olivier Beer         | Franco Marvulli      | Kilian Moser          |
| 2013  | Olivier Beer         | Philip Jansen        | Gabriel Chavanne      |
| 2014  | Olivier Beer         | Frank Pasche         | Jan-André Freuler     |
| 2015  | Frank Pasche         | Tristan Marguet      | Loïc Perizzolo        |
| 2016  | Loïc Perizzolo       | Gaël Suter           | Dominic von Burg      |
| 2017  | Olivier Beer         | Jan-André Freuler    | Tristan Marguet       |
| 2018  | Marc Frossard        | Frank Pasche         | Olivier Weber         |
| 2019  | Marc Frossard        | Nicolò De Lisi       | Damien Fortis         |
| 2020  | Nicolò De Lisi       | Robin Froidevaux     | Damien Fortis         |
| 2021  | Pas organisé         |                      |                       |
| 2022  | Simon Vitzthum       | Nicolò De Lisi       | Alex Vogel            |
| 2023  | Nicolò De Lisi       | Luca Bühlmann        | Alex Vogel            |
| 2024  | Mats Poot            | Nicolò De Lisi       | Alex Vogel            |

#### Keirin
| Année     | Vainqueur         | Deuxième               | Troisième         |
| --------- | ----------------- | ---------------------- | ----------------- |
| 2013      | Jan Keller        |                        |                   |
| 2014      | Tristan Marguet   | Jan Keller             | Jan-André Freuler |
| 2015      | Tristan Marguet   | David Jansen           | Jan Keller        |
| 2016      | Jan-André Freuler | Gaël Suter             | Chiron Keller     |
| 2017      | Stefan Bissegger  | Tristan Marguet        | Marc Frossard     |
| 2018      | Stefan Bissegger  | Marc Frossard          | Martin Ruepp      |
| 2019      | Marc Frossard     | Nico Selenati          | Martin Ruepp      |
| 2020-2022 | Pas organisé      |                        |                   |
| 2023      | Nicolò De Lisi    | Raphael Clemencio (de) | Mats Poot         |
| 2024      | Mats Poot         | Luca Buhlmann          | Nicolò De Lisi    |

#### Vitesse individuelle
| Année | Vainqueur              | Deuxième          | Troisième              |
| ----- | ---------------------- | ----------------- | ---------------------- |
| 1892  | Théodore Champion      | Pierre Sarzano    | Edouard Wicky          |
| 1893  | Théodore Champion      | Pierre Sarzano    | Arnold Bozino          |
| 1894  | Emile Kübler           | Henri Henneberg   | Charles Etter          |
| 1895  | Théodore Champion      | Arnold Bozino     | John Damond            |
| 1896  | Henri Henneberg        | Théodore Champion | Francois Portier       |
| 1897  | Charles Dufaux         | Karl Käser        | Fritz Müller           |
| 1897  | Henri Henneberg        | R. Lewis          | Charles Dufaux         |
| 1898  | Théodore Champion      | Kurz              | Vassalli               |
| 1898  | Henri Henneberg        | Charles Dufaux    | Edouard Vibert         |
| 1899  | Henri Henneberg        | Théodore Champion | Charles Dufaux         |
| 1900  | Jean Gougoltz          | Siebenmann        | Emil Dörflinger        |
| 1901  | Emil Dörflinger        | Jean Aegerter     | William Stoessel       |
| 1902  | Emil Dörflinger        | Paul Locher       | Jean Aegerter          |
| 1903  | Jean Aegerter          | Charles Ingold    | Albert Bosshard        |
| 1904  | Emil Dörflinger        | Jean Aegerter     | Charles Ingold         |
| 1905  | Emil Dörflinger        | R. Lewis          |                        |
| 1906  | Emil Dörflinger        | Jean Aegerter     | R. Lewis               |
| 1907  | Oscar Schwab           | R. Lehmann        | Henri Rheinwald        |
| 1908  | Emil Dörflinger        | Henri Rheinwald   | Heinrich Gaugler       |
| 1909  | Henri Rheinwald        | Emil Dörflinger   | Roos                   |
| 1910  | Emil Dörflinger        | Franz Suter       | Marcel Perrière        |
| 1911  | Emil Ingold            | Aimé Tschumperly  | Fritz Auwetter         |
| 1911  | Emil Dörflinger        | Henri Rheinwald   | Marcel Perrière        |
| 1912  | Henri Rheinwald        | Marcel Perrière   | Emil Dörflinger        |
| 1913  | Henri Rheinwald        | Otto Wiedmer      | Claude Ducrettet       |
| 1914  | Oscar Egg              | Otto Wiedmer      | Henri Rheinwald        |
| 1915  | Henri Rheinwald        | Marcel Lequatre   | Charles Perriere       |
| 1916  | Henri Rheinwald        | Wilhelm Blum      | Paul Wuillemin         |
| 1917  | Ernest Kauffmann       | Charles Guyot     | Wilhelm Blum           |
| 1918  | Ernest Kauffmann       | Henri Rheinwald   | Heiri Suter            |
| 1919  | Ernest Kauffmann       | Oscar Egg         | Paul Suter             |
| 1920  | Ernest Kauffmann       | Heiri Suter       | Max Suter              |
| 1921  | Ernest Kauffmann       | Henri Rheinwald   | Heiri Suter            |
| 1922  | Ernest Kauffmann       | Henri Rheinwald   | Anton Sieger           |
| 1923  | Ernest Kauffmann       | Henri Rheinwald   | Heiri Suter            |
| 1924  | Ernest Kauffmann       | Heiri Suter       | Oscar Egg              |
| 1925  | Ernest Kauffmann       | Heiri Suter       | Edmond Klaucke         |
| 1926  | Oscar Egg              | Heiri Suter       | Henri Guillod          |
| 1927  | Ernest Kauffmann       | Emil Richli       | Ernst Leutert          |
| 1928  | Ernest Kauffmann       | Emil Richli       | Heiri Suter            |
| 1929  | Ernest Kauffmann       | Emil Richli       | Walter Knabenhans      |
| 1930  | Ernest Kauffmann       | Emil Richli       | Walter Knabenhans      |
| 1931  | Emil Richli            | Ernest Kauffmann  | Josef Dinkelkamp       |
| 1932  | Emil Richli            | Josef Dinkelkamp  | Ernest Kauffmann       |
| 1933  | Emil Richli            | Josef Dinkelkamp  | Karl Morf              |
| 1934  | Josef Dinkelkamp       | Emil Richli       | E. Von Dach            |
| 1935  | Josef Dinkelkamp       | E. Von Dach       | Ernst Bühler           |
| 1936  | Josef Dinkelkamp       | Willy Kaufmann    | Rudolf Alt             |
| 1937  | Josef Dinkelkamp       | Werner Wägelin    | Willy Kaufmann         |
| 1938  | Josef Dinkelkamp       | Willy Kaufmann    | Werner Wägelin         |
| 1939  | Josef Dinkelkamp       | Willy Kaufmann    | Werner Wägelin         |
| 1940  | Willy Kaufmann         | Werner Wägelin    | Karl Burkhardt         |
| 1941  | Willy Kaufmann         | Werner Wägelin    | Karl Burkhardt         |
| 1942  | Willy Kaufmann         | Hermann Ganz      | Werner Wägelin         |
| 1943  | Willy Kaufmann         | Karl Burkhardt    | Werner Wägelin         |
| 1944  | Werner Wägelin         | André Hardegger   | Hermann Ganz           |
| 1945  | Walter Bacilieri       | Hans Hagenbuch    | Hermann Ganz           |
| 1946  | Hans Hagenbuch         | Hermann Ganz      | Jean Bolliger          |
| 1947  | Oskar Plattner         | Hans Hagenbuch    | Ernst Wüthrich         |
| 1948  | Oskar Plattner         | Willy Kaufmann    | Armin Von Büren        |
| 1949  | Oskar Plattner         | Armin Von Büren   | Ernst Rapold           |
| 1950  | Oskar Plattner         | Jean Roth         | Hans Flückiger         |
| 1951  | Oskar Plattner         | Armin Von Büren   | Hans Flückiger         |
| 1952  | Oskar Plattner         | Armin Von Büren   | Hans Flückiger         |
| 1953  | Oskar Plattner         | Armin Von Büren   | Eugen Kamber           |
| 1954  | Oskar Plattner         | Armin Von Büren   | Eugen Kamber           |
| 1955  | Oskar Plattner         | Armin Von Büren   | Eugen Kamber           |
| 1956  | Peter Tiefenthaler     | Jean-Claude Gret  |                        |
| 1957  | Armin Von Büren        | Fritz Pfenninger  | Adolf Suter            |
| 1958  | Oskar Plattner         | Adolf Suter       | Fritz Pfenninger       |
| 1959  | Armin Von Büren        | Oskar Plattner    | Fritz Pfenninger       |
| 1960  | Oskar Plattner         | Fritz Pfenninger  | Adolf Suter            |
| 1961  | Oskar Plattner         | Fritz Pfenninger  | Adolf Suter            |
| 1962  | Oskar Plattner         | Fritz Pfenninger  | Armin Von Büren        |
| 1963  | Oskar Plattner         | Fritz Pfenninger  | Walter Signer          |
| 1964  | Oskar Plattner         | Werner Weckert    | Leo Wickihalder        |
| 1965  | Fritz Pfenninger       | Albert Säger      | Walter Signer          |
| 1966  | Fritz Pfenninger       | Karl Heberle      | Fernand L'Hoste        |
| 1967  | Fritz Pfenninger       | Karl Heberle      | Fernand L'Hoste        |
| 1977  | Fritz Joost            | Walter Bäni       | Heinz Isler            |
| 1978  | Urs Freuler            | Heinz Isler       | Walter Bäni            |
| 1979  | Heinz Isler            | Urs Freuler       | Walter Bäni            |
| 1980  | Heinz Isler            | Urs Freuler       | Bernard Mägerli        |
| 1981  | Heinz Isler            | Andreas Hiestand  | Urs Freuler            |
| 1982  | Andreas Hiestand       | Heinz Isler       | Bernard Mägerli        |
| 1983  | Andreas Hiestand       | Bernard Mägerli   | Rolf Senti             |
| 1984  | Heinz Isler            | Andreas Hiestand  | Andy Muff              |
| 1985  | Andreas Hiestand       | Heinz Isler       | Robert Dill-Bundi      |
| 1986  | Andreas Hiestand       | Thomas Mrawek     | Daniel Acklin          |
| 1987  | Andreas Hiestand       | Thomas Mrawek     | Rocco Travella         |
| 1988  | Rocco Travella         | Rolf Furrer       | Roy Salveter           |
| 1989  | Rocco Travella         | Roy Salveter      | Rolf Furrer            |
| 1990  | Rolf Furrer            | Roy Salveter      | Rocco Travella         |
| 1991  | Roy Salveter           | Rocco Travella    | Rolf Furrer            |
| 1992  | Rolf Furrer            | Roger Furrer      | Roy Salveter           |
| 1993  | Rolf Furrer            | Roger Furrer      | Massimo Gaeta          |
| 1994  | Roger Furrer           | Roland Neyer      | Patrick Hofmann        |
| 1995  | Roger Furrer           | Patrik Merk       | Patrick Hofmann        |
| 1996  | Roger Furrer           | Patrik Merk       | Claudio Treig          |
| 1997  | Roger Furrer           | Patrik Merk       | Claudio Treig          |
| 1998  | Roger Furrer           | Patrik Merk       | Claudio Treig          |
| 1999  | Claudio Treig          | Patrik Merk       | Michael Lato           |
| 2000  | Patrik Merk            | Fabian Keiser     | Michael Lato           |
| 2001  | Michael Lato           | Patrik Merk       | Martial Heer           |
| 2002  | Patrik Merk            | Martial Heer      | Cédric Stoller         |
| 2003  | Cédric Stoller         | Patrik Merk       | Alessandro Dill-Bundi  |
| 2004  | Patrik Merk            | Cédric Stoller    | Bruno Menzi            |
| 2005  | Cédric Stoller         | Patrik Merk       | Alain Lauener          |
| 2006  | Patrik Merk            | Cédric Stoller    | Thomas Hauser          |
| 2007  | Patrik Merk            | Fabian Keiser     | Felix Furrer           |
| 2008  | Patrik Merk            | Fabian Keiser     | Felix Furrer           |
| 2009  | Patrik Merk            | Fabian Keiser     | Alain Lauener          |
| 2010  | Alain Lauener          | Jan Keller        | Patrik Merk            |
| 2017  | Marc Frossard          | Lukas Müller      | Patrick Bachofner      |
| 2018  | Marc Frossard          | Patrick Bachofner | Peter Studer           |
| 2019  | Marc Frossard          | Martin Ruepp      | Peter Studer           |
| 2020  | Robin Froidevaux       | Nicolò De Lisi    | Valère Thiébaud        |
| 2021  | Jan-André Freuler      | Peter Studer      | Raphael Clemencio (de) |
| 2022  | Luca Bühlmann          | Noah Obrist       | Jan-André Freuler      |
| 2023  | Raphael Clemencio (de) | Nicolò De Lisi    | Mats Poot              |
| 2024  | Mats Poot              | Damien Fortis     | Nicolò De Lisi         |

#### Vitesse par équipes
| Année | Vainqueur                                 | Deuxième                                             | Troisième                                      |
| ----- | ----------------------------------------- | ---------------------------------------------------- | ---------------------------------------------- |
| 2010  | Rico Zaugg Niels Knipp Tristan Marguet    | Arend Keller Jan Keller Chiron Keller                | Maxime Froidevaux Théry Schir Cyrille Thièry   |
| 2011  | Niels Knipp Tristan Marguet Rico Zaugg    | Arend Keller Chiron Keller Jan Keller                | Remo Bärlocher Christoph Inauen Patrick Müller |
| 2012  | Chiron Keller Patrick Müller Jan Keller   | Martin Schäppi Maxime Magné Cyrille Thièry           | Gino Mäder Michael Harnisch Rico Zaugg         |
| 2013  | Reto Müller Patrick Müller Jan Keller     | Elia Wenger Christoph Inauen Chiron Keller           | Niklas Temperli Lukas Rüegg                    |
| 2014  | Reto Müller Nico Selenati Jan Keller      | Patrick Krähemann Patrick Bachofner Christoph Inauen | Niklas Temperli Lukas Rüegg Pascal Dieterich   |
| 2015  | Andreas Müller Reto Müller Patrick Müller | Chiron Keller Patrick Bachofner Felix Stehli         | Lukas Rüegg Niklas Temperli Niklas Krucker     |
| 2016  | Andreas Müller Reto Müller Nico Selenati  | Felix Stehli Patrick Bachofner Chiron Keller         | Philip Diaz Niklas Temperli Lukas Rüegg        |
| 2017  | Manuel Behringer Philip Diaz Lukas Rüegg  | Corvin Lagler Niklas Krucker Patrick Bachofner       | Fabio Christen Robin Ender Stefan Bissegger    |

#### Poursuite individuelle
| Année | Vainqueur            | Deuxième            | Troisième            |
| ----- | -------------------- | ------------------- | -------------------- |
| 1940  | Ferdi Kübler         | Karl Litschi        | Hans Knecht          |
| 1941  | Ferdi Kübler         | Fritz Stocker       | Robert Zimmermann    |
| 1942  | André Hardegger      | Fritz Stocker       | Robert Zimmermann    |
| 1943  | Ferdi Kübler         | Robert Zimmermann   | Fritz Stocker        |
| 1944  | Ernst Näf            | Ferdi Kübler        | Fritz Stocker        |
| 1945  | Ernst Näf            | Leo Weilenmann      | Gottfried Keller     |
| 1946  | Leo Weilenmann       | Hugo Koblet         | Gottfried Keller     |
| 1947  | Hugo Koblet          | Hans Lanz           | Gottfried Keller     |
| 1948  | Hugo Koblet          | Leo Weilenmann      | Hans Lanz            |
| 1949  | Hugo Koblet          | Leo Weilenmann      | Gottfried Keller     |
| 1950  | Hugo Koblet          | Gottfried Keller    | Georges Gatabin      |
| 1951  | Hugo Koblet          | Eugen Kamber        | Hans Nötzli          |
| 1952  | Hugo Koblet          | Walter Reiser       | Eugen Kamber         |
| 1953  | Hugo Koblet          | Heini Müller        | Eugen Kamber         |
| 1954  | Hugo Koblet          | Heini Müller        | Fausto Lurati        |
| 1955  | René Strehler        | Hugo Koblet         | Rolf Graf            |
| 1956  | René Strehler        | Max Wirth           | Alcide Vaucher       |
| 1957  | René Strehler        | Max Wirth           | Erwin Schweizer      |
| 1958  | Erwin Schweizer      | Max Wirth           | René Strehler        |
| 1959  | Max Wirth            | Erwin Schweizer     | Alfred Rüegg         |
| 1960  | Willy Trepp          | Rolf Maurer         | Alfred Rüegg         |
| 1961  | Willy Trepp          | Alfred Rüegg        | Max Wirth            |
| 1962  | Alfred Rüegg         | Rolf Graf           | Willy Trepp          |
| 1963  | Roland Zöffel        | Alfred Rüegg        | Dario Da Rugna       |
| 1964  | Roland Zöffel        | Alfred Rüegg        | Rolf Maurer          |
| 1965  | Werner Weber         | Heinz Heinemann     | Alfred Rüegg         |
| 1966  | Alfred Rüegg         | Willy Trepp         | Roland Zöffel        |
| 1967  | Bernard Vifian       | Alfred Rüegg        | Rolf Maurer          |
| 1977  | Hans Känel           | Daniel Gisiger      | Robert Dill-Bundi    |
| 1978  | Robert Dill-Bundi    | Hans Känel          | Walter Baumgartner   |
| 1979  | Robert Dill-Bundi    | Hans Känel          | Hans Rüdi Märki      |
| 1980  | Robert Dill-Bundi    | Hans Känel          | Felix Koller         |
| 1981  | Robert Dill-Bundi    | Hans Känel          | Bernard Gavillet     |
| 1982  | Robert Dill-Bundi    | Hans Känel          | Edy Vontobel         |
| 1983  | Robert Dill-Bundi    | Stephan Joho        | Jörg Müller          |
| 1984  | Jörg Müller          | Stephan Joho        | Daniel Huwyler       |
| 1985  | Urs Freuler          | Daniel Wyder        | Jörg Müller          |
| 1986  | Pius Schwarzentruber | Robert Dill-Bundi   | Daniel Wyder         |
| 1987  | Pius Schwarzentruber | Philippe Grivel     | Daniel Gisiger       |
| 1988  | Daniel Wyder         | Bruno Risi          | Pius Schwarzentruber |
| 1989  | Bruno Risi           | Daniel Wyder        | Pius Schwarzentruber |
| 1990  | Bruno Risi           | Beat Zberg          | Kurt Betschart       |
| 1991  | Bruno Risi           | Viktor Kunz         | Daniel Wyder         |
| 1992  | Bruno Risi           | Viktor Kunz         | Kurt Betschart       |
| 1993  | Viktor Kunz          | Bruno Risi          | Marcel Dunkel        |
| 1994  | Bruno Risi           | Marcel Dunkel       | Alexander Aeschbach  |
| 1995  | Viktor Kunz          | Beat Meister        | Alexander Aeschbach  |
| 1996  | Viktor Kunz          | Alexander Aeschbach | Uwe Echmeister       |
| 1997  | Hans-Kurt Brand      | Franco Marvulli     | Marcel Dunkel        |
| 1998  | Franco Marvulli      | Marcel Dunkel       | Markus Kammermann    |
| 1999  | Franco Marvulli      | Markus Kammermann   | Marcel Dunkel        |
| 2000  | Franco Marvulli      | Markus Kammermann   | Marcel Dunkel        |
| 2001  | Alexander Aeschbach  | Franco Marvulli     | Markus Kammermann    |
| 2002  | Franco Marvulli      | Alexander Aeschbach | Andreas Dietziker    |
| 2003  | Franco Marvulli      | Alexander Aeschbach | Grégory Devaud       |
| 2004  | Franco Marvulli      | Alexander Aeschbach | Grégory Devaud       |
| 2005  | Franco Marvulli      | Alexander Aeschbach | Grégory Devaud       |
| 2006  | Franco Marvulli      | Alexander Aeschbach | Grégory Devaud       |
| 2007  | Dominique Stark      | Franco Marvulli     | Alexander Aeschbach  |
| 2008  | Franco Marvulli      | Kilian Moser        | Dominique Stark      |
| 2009  | Franco Marvulli      | Kilian Moser        | Simon Zahner         |
| 2010  | Dominique Stark      | Franco Marvulli     | Alexander Aeschbach  |
| 2011  | Franco Marvulli      | Kilian Moser        | Bernhard Oberholzer  |
| 2012  | Kilian Moser         | Loïc Perizzolo      | Silvan Dillier       |
| 2013  | Stefan Küng          | Olivier Beer        | Théry Schir          |
| 2014  | Tom Bohli            | Frank Pasche        | Olivier Beer         |
| 2015  | Stefan Küng          | Claudio Imhof       | Frank Pasche         |
| 2016  | Claudio Imhof        | Cyrille Thièry      | Stefan Bissegger     |
| 2017  | Cyrille Thièry       | Claudio Imhof       | Frank Pasche         |
| 2018  | Claudio Imhof        | Valère Thiébaud     | Mauro Schmid         |
| 2019  | Cyrille Thièry       | Claudio Imhof       | Théry Schir          |
| 2020  | Claudio Imhof        | Cyrille Thièry      | Alex Vogel           |
| 2021  | Claudio Imhof        | Simon Vitzthum      | Valère Thiébaud      |
| 2022  | Simon Vitzthum       | Valère Thiébaud     | Jonathan Bögli       |
| 2023  | Claudio Imhof        | Noah Bögli          | Valère Thiébaud      |

#### Poursuite par équipes
| Année | Vainqueur                                                               | Deuxième                                                                  | Troisième                                                                 |
| ----- | ----------------------------------------------------------------------- | ------------------------------------------------------------------------- | ------------------------------------------------------------------------- |
| 1977  | VC Olympia Biel: Hans Känel Daniel Gisiger Fritz Joost Erich Wälchli    | VC Steinmaur: Walter Baumgartner Heinz Isler Erwin Lienhard Fritz Schärer | VC Gippingen: Hansruedi Keller Max Hürzeler Hansruedi Märki Markus Sutter |
| 1989  | Kurt Betschart Bruno Risi Philipp Hiltbrunner Sandro Büchler            | Michel Ansermet Beat Meister Roger Ebner Andreas Keller                   | Thomas Ifanger Tom Brändli Daniel Probst                                  |
| 1993  | Viktor Kunz Didi Rüegg Alexander Aeschbach Andreas Aeschbach            | Bruno Risi Kurt Betschart Sandro Büchler Roger Gisler                     |                                                                           |
| 1994  | Alexander Aeschbach Andreas Aeschbach Philipp Buschor Viktor Kunz       | Beat Zgraggen Adrian Strüby Roger Gisler Thomas Busenhart                 | Marcel Dunkel André Langhart Michael Langhart Stefan Diggelmann           |
| 1996  | Beat Meister Viktor Kunz Alexander Aeschbach Patrick Vetsch             | Roger Gisler Adrian Strüby Kurt Betschart Bruno Risi                      | Markus Blessing Pascal Brack Hanskurt Brand Denis Lechmann                |
| 2003  | Franco Marvulli Alexander Aeschbach Marcel Dunkel Markus Kammermann     |                                                                           |                                                                           |
| 2008  | Franco Marvulli Alexander Aeschbach Dominique Stark Bernhard Oberholzer | Damien Corthésy Cyrille Thièry Christophe Grenard Maxime Bally            | Tristan Marguet Kilian Moser William Harper Graziano Cristaldi            |
| 2009  | Franco Marvulli Claudio Imhof Bernhard Oberholzer Alexander Aeschbach   | Damien Corthésy Loïc Perizzolo Olivier Beer Cyrille Thièry                | Stephan Achermann Fabio Jost Michael Roth                                 |
| 2011  | Olivier Beer Théry Schir Cyrille Thièry Damien Corthésy                 | Alexander Aeschbach Claudio Imhof Bernhard Oberholzer Elias Schmäh        | Lukas Jaun Kilian Moser Christian Schneeberger Gabriel Chavanne           |
| 2012  | Olivier Beer Damien Corthésy Tino Eicher Loïc Perizzolo                 | Rico Zaugg Kilian Moser Tristan Marguet Gabriel Chavanne                  | Maxime Magné Frank Pasche Théry Schir Cyrille Thièry                      |
| 2014  | Cyrille Thièry Olivier Beer Frank Pasche Tino Eicher                    |                                                                           |                                                                           |
| 2017  | Claudio Imhof Reto Müller Lukas Rüegg Nico Selenati                     | Gaël Suter Théry Schir Martin Schäppi Frank Pasche                        | Marc Hirschi Gino Mäder Tristan Marguet Joab Schneiter                    |
| 2023  | Simon Vitzthum Claudio Imhof Nicolò De Lisi Dominik Bieler              | Matteo Constant Alex Vogel Valère Thiébaud Arthur Guillet                 | Pascal Tappeiner Damien Fortis Justin Weder Dominik Weiss                 |

#### Course aux points
| Année | Vainqueur           | Deuxième            | Troisième           |
| ----- | ------------------- | ------------------- | ------------------- |
| 1970  | Xaver Kurmann       | Jean-Pierre Grivel  | Ruedi Frank         |
| 1971  | René Savary         | Roland Salm         | Max Hürzeler        |
| 1972  | René Savary         | René Ravasi         | Xaver Kurmann       |
| 1973  | Roland Salm         | Xaver Kurmann       | Meinrad Vögele      |
| 1974  | Xaver Kurmann       | René Ravasi         | Meinrad Vögele      |
| 1975  | Daniel Gisiger      | Max Hürzeler        | Urs Dietschi        |
| 1976  | Daniel Gisiger      | Max Hürzeler        | Walter Baumgartner  |
| 1977  | Daniel Gisiger      | Max Hürzeler        | Richard Trinkler    |
| 1978  | Walter Baumgartner  | Pascal Fortis       | Urs Dietschi        |
| 1979  | Hans Känel          | Urs Dietschi        | Peter Steiger       |
| 1980  | Hans Känel          | Peter Steiger       | Felix Koller        |
| 1981  | Urs Freuler         | Peter Steiger       | Heinz Siegenthaler  |
| 1982  | Hans Känel          | Robert Dill-Bundi   | Peter Steiger       |
| 1983  | Robert Dill-Bundi   | Hans Pfister        | Philippe Grivel     |
| 1984  | Harald Müller       | Jörg Müller         | Stephan Joho        |
| 1985  | Philippe Grivel     | Bruno Holenweger    | Jörg Müller         |
| 1986  | Urs Freuler         | Bruno Holenweger    | Philippe Grivel     |
| 1987  | Daniel Gisiger      | Philippe Grivel     | Urs Freuler         |
| 1988  | Rolf Järmann        | Philippe Grivel     | Daniel Gisiger      |
| 1989  | Urs Freuler         | Philippe Grivel     | Sigmund Hermann     |
| 1990  | Urs Freuler         | Kurt Betschart      | Beat Zberg          |
| 1991  | Urs Freuler         | Andreas Aeschbach   | Andreas Aeschbach   |
| 1992  | Bruno Risi          | Kurt Betschart      | Andreas Aeschbach   |
| 1993  | Bruno Risi          | Dieter Rüegg        | Kurt Betschart      |
| 1994  | Kurt Betschart      | Bruno Risi          | Deni Lechmann       |
| 1995  | Bruno Risi          | Kurt Betschart      | Marcel Dunkel       |
| 1996  | Andreas Aeschbach   | Deni Lechmann       | Kurt Herrmann       |
| 1997  | Bruno Risi          | Kurt Betschart      | Franco Marvulli     |
| 1998  | Kurt Betschart      | Franco Marvulli     | Markus Kammermann   |
| 1999  | Franco Marvulli     | Bruno Risi          | Markus Kammermann   |
| 2000  | Bruno Risi          | Peter Jörg          | Alexander Aeschbach |
| 2001  | Kurt Betschart      | Markus Kammermann   | Alexander Aeschbach |
| 2002  | Alexander Aeschbach | Franco Marvulli     | Christian Weber     |
| 2003  | Alexander Aeschbach | Ralph Zimmermann    | Patrick Fäh         |
| 2004  | Kurt Betschart      | Bruno Risi          | Franco Marvulli     |
| 2005  | Franco Marvulli     | Laurent Arn         | Tristan Marguet     |
| 2006  | Alexander Aeschbach | Franco Marvulli     | Alain Lauener       |
| 2007  | Bruno Risi          | Alexander Aeschbach | Maxime Bally        |
| 2008  | Bruno Risi          | Franco Marvulli     | Alexander Aeschbach |
| 2009  | Franco Marvulli     | Tristan Marguet     | Cyrille Thièry      |
| 2010  | Franco Marvulli     | Silvan Dillier      | Bernhard Oberholzer |
| 2011  | Jan Keller          | Alexander Aeschbach | Cyrille Thièry      |
| 2012  | Tristan Marguet     | Loïc Perizzolo      | Gaël Suter          |
| 2013  | Gaël Suter          | Olivier Beer        | Théry Schir         |
| 2014  | Olivier Beer        | Tristan Marguet     | Cyrille Thièry      |
| 2015  | Stefan Küng         | Frank Pasche        | Gaël Suter          |
| 2016  | Tristan Marguet     | Claudio Imhof       | Cyrille Thièry      |
| 2017  | Stefan Bissegger    | Jan-André Freuler   | Cyrille Thièry      |
| 2018  | Théry Schir         | Nico Selenati       | Alex Vogel          |
| 2019  | Théry Schir         | Valère Thiébaud     | Mauro Schmid        |
| 2020  | Claudio Imhof       | Simon Vitzthum      | Lukas Rüegg         |
| 2021  | Simon Vitzthum      | Claudio Imhof       | Lukas Rüegg         |
| 2022  | Simon Vitzthum      | Fabian Weiss        | Valère Thiébaud     |
| 2023  | Lukas Rüegg         | Noah Bögli          | Claudio Imhof       |
| 2024  | Simon Vitzthum      | Valère Thiébaud     | Lukas Rüegg         |
| 2025  | Noah Bögli          | Matteo Constant     | Andrin Gees         |

#### Course à l'américaine
| Année | Vainqueur                           | Deuxième                          | Troisième                       |
| ----- | ----------------------------------- | --------------------------------- | ------------------------------- |
| 1957  | Erwin Schweizer Oskar von Büren     | Oscar Plattner Fritz Pfenninger   | Hugo Koblet Walter Bucher       |
| 1958  | Oscar Plattner Walter Bucher        | Erwin Schweizer Oskar von Büren   | Armin von Büren René Strehler   |
| 2005  | Franco Marvulli Alexander Aeschbach | Bruno Risi Kurt Betschart         | Maxime Bally Alain Lauener      |
| 2006  | Franco Marvulli Alexander Aeschbach | Bruno Risi Kurt Betschart         | Maxime Bally Alain Lauener      |
| 2007  | Bruno Risi Franco Marvulli          | Maxime Bally Loic Perizzolo       | Tristan Marguet Dominique Stark |
| 2008  | Franco Marvulli Dominique Stark     | Loïc Perizzolo Kilian Moser       | Silvan Dillier Claudio Imhof    |
| 2009  | Alexander Aeschbach Tristan Marguet | Franco Marvulli Loic Perizzolo    | Silvan Dillier Claudio Imhof    |
| 2010  | Franco Marvulli Loïc Perizzolo      | Alexander Aeschbach Claudio Imhof | Tristan Marguet Dominique Stark |
| 2011  | Silvan Dillier Claudio Imhof        | Loïc Perizzolo Stefan Küng        | Cyrille Thièry Théry Schir      |
| 2012  | Cyrille Thièry Théry Schir          | Franco Marvulli Tristan Marguet   | Silvan Dillier Gaël Suter       |
| 2013  | Claudio Imhof Olivier Beer          | Cyrille Thièry Gaël Suter         | Théry Schir Kilian Moser        |
| 2014  | Frank Pasche Loïc Perizzolo         | Cyrille Thièry Olivier Beer       | Gaël Suter Jan-André Freuler    |
| 2015  | Théry Schir Stefan Küng             | Silvan Dillier Gino Mäder         | Frank Pasche Loïc Perizzolo     |
| 2016  | Marc Hirschi Reto Müller            | Gaël Suter Loïc Perizzolo         | Théry Schir Cyrille Thièry      |
| 2017  | Claudio Imhof Tristan Marguet       | Robin Froidevaux Cyrille Thièry   | Frank Pasche Thery Schir        |
| 2018  | Claudio Imhof Tristan Marguet       | Frank Pasche Valère Thiébaud      | Robin Ender Robin Froidevaux    |
| 2019  | Théry Schir Robin Froidevaux        | Stefan Bissegger Tristan Marguet  | Valère Thiébaud Cyrille Thièry  |
| 2020  | Théry Schir Robin Froidevaux        | Lukas Rüegg Simon Vitzthum        | Claudio Imhof Tristan Marguet   |
| 2021  | Théry Schir Robin Froidevaux        | Tristan Marguet Simon Vitzthum    | Valère Thiébaud Cyrille Thièry  |
| 2022  | Valère Thiébaud Simon Vitzthum      | Nicolò De Lisi Fabian Weiss       | Matteo Constant Damien Fortis   |
| 2023  | Claudio Imhof Simon Vitzthum        | Alex Vogel Emanuel Wüthrich       | Matteo Constant Damien Fortis   |

#### Scratch
| Année | Vainqueur         | Deuxième          | Troisième         |
| ----- | ----------------- | ----------------- | ----------------- |
| 2003  | Bruno Risi        | Franco Marvulli   | Patrik Merk       |
| 2004  | Peter Jörg        | Franco Marvulli   | Bruno Risi        |
| 2005  | Franco Marvulli   | Alain Lauener     | Bruno Risi        |
| 2006  | Franco Marvulli   | Bruno Menzi       | Olivier Mattmann  |
| 2007  | Tristan Marguet   | Maxime Bally      | Loic Perizzolo    |
| 2008  | Franco Marvulli   | Alain Lauener     | Tristan Marguet   |
| 2009  | Robin Traber      | Franco Marvulli   | Tristan Marguet   |
| 2010  | Franco Marvulli   | Tristan Marguet   | Loïc Perizzolo    |
| 2011  | Franco Marvulli   | Loïc Perizzolo    | Cyrille Thièry    |
| 2012  | Olivier Beer      | Loïc Perizzolo    | Cyrille Thièry    |
| 2013  | Gaël Suter        | Théry Schir       | Olivier Beer      |
| 2014  | Tristan Marguet   | Frank Pasche      | Jan-André Freuler |
| 2015  | Loïc Perizzolo    | Claudio Imhof     | Jan Keller        |
| 2016  | Tristan Marguet   | Jan-André Freuler | Nico Selenati     |
| 2017  | Loic Perizzolo    | Jan-André Freuler | Tristan Marguet   |
| 2018  | Théry Schir       | Lukas Rüegg       | Tristan Marguet   |
| 2019  | Théry Schir       | Nico Selenati     | Mauro Schmid      |
| 2020  | Simon Vitzthum    | Lukas Rüegg       | Mauro Schmid      |
| 2021  | Loïc Perizzolo    | Alex Vogel        | Nico Selenati     |
| 2022  | Valère Thiébaud   | Nicolò De Lisi    | Matteo Constant   |
| 2023  | Raphael Clemencio | Valère Thiébaud   | Dominik Bieler    |
| 2024  | Alex Vogel        | Pascal Tappeiner  | Simon Vitzthum    |
| 2025  | Mats Poot         | Matteo Constant   | Alex Vogel        |

#### Omnium
| Année | Vainqueur        | Deuxième         | Troisième        |
| ----- | ---------------- | ---------------- | ---------------- |
| 1968  | Fernand L'Hoste  | Louis Pfenninger | Vicente Burgal   |
| 1970  | Erich Spahn      | Louis Pfenninger | Emil Zimmermann  |
| 1972  | Edi Schneider    | Louis Pfenninger | Joseph Fuchs     |
| 1974  | Erich Spahn      | René Savary      | Louis Pfenninger |
| 1975  | René Savary      | Joseph Fuchs     | Ueli Sutter      |
| 2010  | Alain Lauener    | Jan Keller       | Patrik Merk      |
| 2011  | Silvan Dillier   | Tristan Marguet  | Claudio Imhof    |
| 2012  | Silvan Dillier   | Claudio Imhof    | Stefan Küng      |
| 2013  | Tristan Marguet  | Loic Perizzolo   | Thery Schir      |
| 2014  | Thery Schir      | Frank Pasche     | Claudio Imhof    |
| 2015  | Thery Schir      | Cyrille Thièry   | Gaël Suter       |
| 2016  | Gaël Suter       | Thery Schir      | Frank Pasche     |
| 2017  | Tristan Marguet  | Gaël Suter       | Thery Schir      |
| 2018  | Claudio Imhof    | Robin Froidevaux | Cyrille Thièry   |
| 2019  | Robin Froidevaux | Tristan Marguet  | Claudio Imhof    |
| 2020  | Alex Vogel       | Stefan Bissegger | Robin Froidevaux |
| 2021  | Thery Schir      | Robin Froidevaux | Dominik Bieler   |
| 2022  | Simon Vitzthum   | Valère Thiébaud  | Nicolò De Lisi   |
| 2023  | Valère Thiébaud  | Claudio Imhof    | Lukas Rüegg      |
| 2024  | Simon Vitzthum   | Alex Vogel       | Valère Thiébaud  |
| 2025  | Matteo Constant  | Noah Bögli       | Mats Poot        |

#### Course par élimination
| Année | Vainqueur        | Deuxième          | Troisième         |
| ----- | ---------------- | ----------------- | ----------------- |
| 2015  | Loïc Perizzolo   | Jan-André Freuler | Tristan Marguet   |
| 2016  | Loïc Perizzolo   | Nico Selenati     | Lukas Rüegg       |
| 2017  | Stefan Bissegger | Tristan Marguet   | Jan-André Freuler |
| 2018  | Stefan Bissegger | Loic Perizzolo    | Alex Vogel        |
| 2019  | Simon Vitzthum   | Jan-André Freuler | Lukas Rüegg       |
| 2020  | Tristan Marguet  | Claudio Imhof     | Lukas Rüegg       |
| 2021  | Claudio Imhof    | Lukas Rüegg       | Alex Vogel        |
| 2022  | Nicoló De Lisi   | Claudio Imhof     | Lukas Rüegg       |
| 2023  | Alex Vogel       | Valère Thiébaud   | Claudio Imhof     |
| 2024  | Simon Vitzthum   | Alex Vogel        | Nicolò De Lisi    |
| 2025  | Alex Vogel       | Tom Bohli         | Pascal Tappeiner  |

#### Demi-fond
| Année | Vainqueur          | Deuxième             | Troisième            |
| ----- | ------------------ | -------------------- | -------------------- |
| 1897  | Emile Barrot       | Charles Calame       | Grossenbacher        |
| 1898  | Emile Barrot       | Charles Calame       | Charles Genoud       |
| 1899  | Fritz Ryser        | Charles Calame       | Emile Barrot         |
| 1901  | Charles Lugon      | Auguste Ruf          | Albert Bosshard      |
| 1903  | Charles Läser      |                      |                      |
| 1905  | Jean Gougoltz      | Alexandre Castellino | Jules Schwytzguébel  |
| 1906  | Marcel Lequatre    | Jules Schwytzguébel  | Roos                 |
| 1907  | Marcel Lequatre    | Jules Schwytzguébel  | -                    |
| 1920  | Paul Suter         | Heiri Wegmann        | Lucien Patthey       |
| 1921  | Paul Suter         | Heiri Wegmann        | F. Maritz            |
| 1922  | Heiri Wegmann      | Adolf Graf           | Marcel Lequatre      |
| 1923  | Paul Suter         | Adolf Graf           | Heiri Wegmann        |
| 1924  | Paul Suter         | Heiri Wegmann        | Lucien Patthey       |
| 1925  | Paul Suter         | Heiri Wegmann        | Lucien Patthey       |
| 1926  | Paul Suter         | Adolf Läuppi         | Heiri Wegmann        |
| 1927  | Paul Suter         | Adolf Läuppi         | Emil Engler          |
| 1928  | Adolf Läuppi       | Karl Bohrer          | Eugen Schlegel       |
| 1929  | Adolf Läuppi       | Paul Suter           | Emil Engler          |
| 1930  | Adolf Läuppi       | Albert Blattmann     | Emil Engler          |
| 1931  | Hans Gilgen        | Heiri Suter          | Adolf Läuppi         |
| 1932  | Heiri Suter        | Alfred Rüegg         | Charles Jeanneret    |
| 1933  | Heiri Suter        | Hans Gilgen          | Alfred Rüegg         |
| 1934  | Türel Wanzenried   | Adolf Läuppi         | Hans Gilgen          |
| 1935  | Hans Gilgen        | Heiri Suter          | Adolf Läuppi         |
| 1936  | Hans Gilgen        | Heiri Suter          | Emile Vaucher        |
| 1937  | Türel Wanzenried   | Heiri Suter          | Emile Vaucher        |
| 1938  | Hans Gilgen        | Heiri Suter          | Theo Heimann         |
| 1939  | Theo Heimann       | Heiri Suter          | Emile Vaucher        |
| 1940  | Hans Martin        | Heiri Suter          | Emile Vaucher        |
| 1941  | Theo Heimann       | Heiri Suter          | Hans Martin          |
| 1942  | Jacques Besson     | Hans Martin          | Heiri Suter          |
| 1943  | Hans Martin        | Karl Litschi         | Theo Heimann         |
| 1944  | Theo Heimann       | Karl Litschi         | Hans Martin          |
| 1945  | Walter Diggelmann  | Jacques Besson       | Hans Martin          |
| 1946  | Jacques Besson     | Werner Wägelin       | Armin Heimann        |
| 1947  | Jacques Besson     | Armin Heimann        | Fréderic Burtin      |
| 1948  | Jacques Besson     | Fritz Schär          | Walter Diggelmann    |
| 1949  | Jacques Besson     | Jacques Lohmüller    | Armin Heimann        |
| 1950  | Walter Diggelmann  | Jacques Lohmüller    | -                    |
| 1951  | Jacques Besson     | Max Meier            | Armin Heimann        |
| 1952  | Jacques Besson     | Max Meier            | Armin Heimann        |
| 1953  | Fritz Schär        | Walter Diggelmann    | Jacques Besson       |
| 1954  | Jacques Besson     | Armin von Büren      | Max Meier            |
| 1955  | Walter Bucher      | Walter Zehnder       | Jacques Besson       |
| 1956  | Walter Zehnder     | Jacques Besson       | Georges Gatabin      |
| 1957  | Walter Bucher      | Hugo Koblet          | Heini Müller         |
| 1958  | Walter Bucher      | Heini Müller         | Max Meier            |
| 1959  | Walter Bucher      | Oskar von Büren      | Max Meier            |
| 1960  | Walter Bucher      | Fritz Gallati        | Oskar von Büren      |
| 1961  | Fritz Gallati      | Walter Bucher        | Leo Wickihalder      |
| 1962  | Fritz Gallati      | Leo Wickihalder      | Max Meier            |
| 1963  | Peter Tiefenthaler | Arthur Frischknecht  | Heinz Läuppi         |
| 1964  | Peter Tiefenthaler | Fredy Rüegg          | Leo Wickihalder      |
| 1965  | Fritz Gallati      | Peter Tiefenthaler   | Heinz Läuppi         |
| 1966  | Fredy Rüegg        | Ueli Luginbühl       | -                    |
| 1968  | Emanuel Plattner   | Max Janser           | Emil Zimmermann      |
| 1969  | Max Janser         | Emanuel Plattner     | Willy Spuhler        |
| 1970  | Max Janser         | Emil Zimmermann      | Fredy Stucki         |
| 1976  | René Savary        | Bruno Rohner         | Beni Herger          |
| 1977  | René Savary        | Makurs Sutter        | Urs Dietschi         |
| 1978  | René Savary        | Meinrad Vögele       | Karlheinz Helbling   |
| 1979  | Meinrad Vögele     | René Savary          | Sergio Gerosa        |
| 1980  | Roland Vögeli      | Max Hürzeler         | Meinrad Vögele       |
| 1981  | Max Hürzeler       | Roland Vögeli        | Felix Koller         |
| 1982  | Max Hürzeler       | Hans Känel           | Felix Koller         |
| 1983  | Max Hürzeler       | Walter Baumgartner   | Hans Känel           |
| 1984  | Max Hürzeler       | Hans Känel           | Walter Baumgartner   |
| 1985  | Max Hürzeler       | Gusti Zollinger      | Felix Koller         |
| 1986  | Max Hürzeler       | Beat Breu            | Hubert Seiz          |
| 1987  | Max Hürzeler       | Peter Steiger        | Robert Dill-Bundi    |
| 1988  | Peter Steiger      | Beat Breu            | Sigmund Hermann      |
| 1989  | Peter Steiger      | Beat Breu            | Felix Koller         |
| 1990  | Peter Steiger      | Felix Koller         | Felice Puttini       |
| 1991  | Peter Steiger      | Andrea Bellati       | Arno Küttel          |
| 1992  | Peter Steiger      | Arno Küttel          | Andrea Bellati       |
| 1993  | Arno Küttel        | Richi Rossi          | Gusti Zollingen      |
| 1994  | Richi Rossi        | Arno Küttel          | Hanskurt Brand       |
| 1995  | Felice Puttini     | Richi Rossi          | Arno Küttel          |
| 1996  | Richi Rossi        | Arno Küttel          | Nicola Puttini       |
| 1997  | Felice Puttini     | Richi Rossi          | Hans-Kurt Brand      |
| 1998  | Felice Puttini     | Hanskurt Brand       | Peter Jörg           |
| 1999  | Hanskurt Brand     | Felice Puttini       | Christoph Göhring    |
| 2000  | Hanskurt Brand     | Felice Puttini       | Peter Jörg           |
| 2001  | Peter Jörg         | Hanskurt Brand       | Ruedi Keller         |
| 2002  | Peter Jörg         | Jan Ramsauer         | Hansjörg Weber       |
| 2003  | Peter Jörg         | Giuseppe Atzeni      | Patrick Fäh          |
| 2004  | Jan Ramsauer       | Giuseppe Atzeni      | Peter Jörg           |
| 2005  | Jan Ramsauer       | Peter Jörg           | Giuseppe Atzeni      |
| 2006  | Peter Jörg         | Jan Ramsauer         | Giuseppe Atzeni      |
| 2007  | Giuseppe Atzeni    | Peter Jörg           | Reto Frey            |
| 2008  | Jan Ramsauer       | Peter Jörg           | Giuseppe Atzeni      |
| 2009  | Giuseppe Atzeni    | Mario Birrer         | Peter Jörg           |
| 2010  | Mario Birrer       | Giuseppe Atzeni      | Reto Frey            |
| 2011  | Peter Jörg         | Giuseppe Atzeni      | Reto Frey            |
| 2012  | Giuseppe Atzeni    | Reto Frey            | Thomas Maag          |
| 2013  | Giuseppe Atzeni    | Reto Frey            | Thomas Maag          |
| 2014  | Giuseppe Atzeni    | Mario Birrer         | Peter Jörg           |
| 2015  | Giuseppe Atzeni    | Claudio Imhof        | Peter Jörg           |
| 2016  | Claudio Imhof      | Giuseppe Atzeni      | Peter Jörg           |
| 2017  | Giuseppe Atzeni    | Peter Jörg           | Roberto Pasi-Puttini |
| 2018  | Giuseppe Atzeni    | Roberto Pasi-Puttini | Peter Jörg           |
| 2019  | Giuseppe Atzeni    | Jan-André Freuler    | Roberto Pasi-Puttini |
| 2020  | Pas organisé       |                      |                      |
| 2021  | Giuseppe Atzeni    | Jan-André Freuler    | Roberto Pasi-Puttini |
| 2022  | Pas organisé       |                      |                      |
| 2023  | Giuseppe Atzeni    | Jan-André Freuler    | Til Steiger          |
| 2024  | Claudio Imhof      | Giuseppe Atzeni      | Jan-André Freuler    |

### Femmes

#### Vitesse individuelle
| Année | Vainqueur      | Deuxième           | Troisième           |
| ----- | -------------- | ------------------ | ------------------- |
| 1989  | Evelyne Müller | Barbara Erdin-Ganz | Jolanda Schleuniger |

#### Poursuite individuelle
| Année | Vainqueur          | Deuxième            | Troisième      |
| ----- | ------------------ | ------------------- | -------------- |
| 1989  | Barbara Erdin-Ganz | Edith Schönenberger | Evelyne Müller |
| 2010  | Pascale Schnider   | Doris Schweizer     | Monia Turin    |
| 2018  | Andrea Waldis      | Aline Seitz         | Léna Mettraux  |
| 2021  | Fabienne Buri      | Cybèle Schneider    | Léna Mettraux  |
| 2023  | Fabienne Buri      | Jasmin Liethi       | Aline Seitz    |

#### Course aux points
| Année | Vainqueur          | Deuxième            | Troisième        |
| ----- | ------------------ | ------------------- | ---------------- |
| 1989  | Barbara Erdin-Ganz | Edith Schönenberger | Evelyne Müller   |
| 2010  | Pascale Schnider   | Doris Schweizer     | Rita Imstepf     |
| 2017  | Andrea Waldis      | Léna Mettraux       | Aline Seitz      |
| 2018  | Andrea Waldis      | Aline Seitz         | Léna Mettraux    |
| 2019  | Andrea Waldis      | Léna Mettraux       | Aline Seitz      |
| 2019  | Aline Seitz        | Léna Mettraux       | Michelle Andres  |
| 2021  | Aline Seitz        | Fabienne Buri       | Cybèle Schneider |
| 2022  | Léna Mettraux      | Fabienne Buri       | Cybèle Schneider |
| 2023  | Fabienne Buri      | Aline Seitz         | Léna Mettraux    |
| 2024  | Michelle Andres    | Cybèle Schneider    | Aline Seitz      |
| 2025  | Michelle Andres    | Lorena Leu          | Fabienne Buri    |

#### Course à l'américaine
| Année | Vainqueur                   | Deuxième                               | Troisième                         |
| ----- | --------------------------- | -------------------------------------- | --------------------------------- |
| 2017  | Michelle Andres Aline Seitz | Léna Mettraux Andrea Waldis            | Désirée Ehrler Pascale Iavarone   |
| 2018  | Léna Mettraux Andrea Waldis | Virginie Perizzolo-Pointet Aline Seitz |                                   |
| 2019  | Léna Mettraux Andrea Waldis | Michelle Andres Aline Seitz            |                                   |
| 2021  | Aline Seitz Janice Stettler | Corina Ryf Lea Fuchs                   | Cybèle Schneider Anaëlle Gaillard |

#### Scratch
| Année | Vainqueur      | Deuxième        | Troisième                  |
| ----- | -------------- | --------------- | -------------------------- |
| 2017  | Andrea Waldis  | Aline Seitz     | Léna Mettraux              |
| 2018  | Aline Seitz    | Andrea Waldis   | Virginie Perizzolo-Pointet |
| 2019  | Andrea Waldis  | Aline Seitz     | Léna Mettraux              |
| 2020  | Aline Seitz    | Léna Mettraux   | Michelle Andres            |
| 2021  | Aline Seitz    | Fabienne Buri   | Léna Mettraux              |
| 2022  | Léna Mettraux  | Fabienne Buri   | Cybèle Schneider           |
| 2023  | Aline Seitz    | Lorena Leu      | Léna Mettraux              |
| 2024  | Aline Seitz    | Michelle Andres | Lorena Leu                 |
| 2025  | Jasmin Liechti | Aline Seitz     | Cybèle Schneider           |

#### Omnium
| Année | Vainqueur           | Deuxième            | Troisième                  |
| ----- | ------------------- | ------------------- | -------------------------- |
| 1985  | Edith Schönenberger | Barbara Erdin-Ganz  | Evelyne Müller             |
| 1986  | Barbara Erdin-Ganz  | Evelyne Müller      | Edith Schönenberger        |
| 1987  | Barbara Erdin-Ganz  | Evelyne Müller      | Nicole Hofer-Suter         |
| 1988  | Barbara Erdin-Ganz  | Edith Schönenberger | Nadine Rüesch              |
| 1989  | Barbara Erdin-Ganz  | Evelyne Müller      | Edith Schönenberger        |
| 1990  | Barbara Erdin-Ganz  | Sandra Krauer       | Jolanda Schleuniger        |
| 1991  | Barbara Erdin-Ganz  | Sandra Krauer       | Lucille Hunkeler           |
| 1992  | Barbara Erdin-Ganz  | Lucille Hunkeler    | Evelyne Müller             |
| 1993  | Barbara Erdin-Ganz  | Lucille Hunkeler    | Evelyne Müller             |
| 1994  | Evelyne Müller      | Nicole Ebner        | Silvia Zoller              |
| 1995  | Evelyne Müller      | Nicole Ebner        | Eveline Eisenring          |
| 1996  | Evelyne Müller      | Eveline Eisenring   | Nicole Ebner               |
| 1997  | Evelyne Müller      | Carolina Lüthi      | Eveline Eisenring          |
| 1998  | Evelyne Müller      | Eveline Eisenring   | Andrea Knecht              |
| 1999  | Eveline Eisenring   | Dominique Marten    | Magali Pache               |
| 2000  | Magali Pache        | Dominique Marten    | Martina Nöthiger           |
| 2001  | Pascale Schnider    | Lucille Hunkeler    | Nadine Marbot              |
| 2002  | Lucille Hunkeler    | Martina Nöthiger    | Cornelia Steger            |
| 2003  | Annette Beutler     | Andrea Wolfer       | Barbara Heeb               |
| 2004  | Pascale Schnider    | Andrea Wolfer       | Alexandra Vetter           |
| 2005  | Carolina Lüthi      | Pascale Schnider    | Andrea Wolfer              |
| 2006  | Carolina Lüthi      | Bettina Kuhn        | Andrea Wolfer              |
| 2007  | Andrea Wolfer       | Mirjam Hauser-Senn  | Corinne Overney            |
| 2008  | Andrea Wolfer       | Monia Turin         | Lise Müller                |
| 2009  | Andrea Wolfer       | Monia Turin         | Rita Imstepf               |
| 2010  | Pascale Schnider    | Rita Imstepf        | Doris Schweizer            |
| 2011  | Pascale Schnider    | Andrea Wolfer       | Rita Imstepf               |
| 2012  | Andrea Wolfer       | Rita Imstepf        | Mirjam Gysling             |
| 2017  | Andrea Waldis       | Aline Seitz         | Virginie Perizzolo-Pointet |
| 2018  | Aline Seitz         | Andrea Waldis       | Léna Mettraux              |
| 2019  | Andrea Waldis       | Aline Seitz         | Léna Mettraux              |
| 2020  | Andrea Waldis       | Aline Seitz         | Michelle Andres            |
| 2021  | Aline Seitz         | Fabienne Buri       | Cybèle Schneider           |
| 2022  | Léna Mettraux       | Fabienne Buri       | Jasmin Liechti             |
| 2023  | Aline Seitz         | Fabienne Buri       | Lorena Leu                 |
| 2024  | Michelle Andres     | Aline Seitz         | Jasmin Liechti             |
| 2025  | Michelle Andres     | Jasmin Liechti      | Janice Stettler            |

#### Course par élimination
| Année | Vainqueur       | Deuxième         | Troisième      |
| ----- | --------------- | ---------------- | -------------- |
| 2020  | Aline Seitz     | Michelle Andres  | Léna Mettraux  |
| 2021  | Fabienne Buri   | Cybèle Schneider | Aline Seitz    |
| 2022  | Fabienne Buri   | Léna Mettraux    | Jasmin Liechti |
| 2023  | Aline Seitz     | Michelle Andres  | Jasmin Liechti |
| 2024  | Aline Seitz     | Michelle Andres  | Lorena Leu     |
| 2025  | Michelle Andres | Jasmin Liechti   | Lorena Leu     |